# 관념의 통지
관념의 통지 (觀念의 通知, 독일어: Vorstellungsmitteilung) 혹은 사실의 통지라고도 하며, 의사가 아닌 사실을 표시하는 사법상 행위를 말하는 대한민국 민법 용어이다. 관념의 통지 예로는 주주총회 소집 통지, 채권양도 통지, 공탁 통지 등이 있다.

## 같이 보기
- 의사의 통지
- 소멸시효